# Eliseo Subiela
Eliseo Subiela (* 27. Dezember 1944 in Buenos Aires, Argentinien; † 25. Dezember 2016) war ein argentinischer Filmregisseur und Drehbuchautor.

## Leben
Eliseo Subiela spielte Im Alter von 17 Jahren in seinem ersten Kurzfilm, der über 20 Minuten ging, mit. Danach arbeitete er hauptsächlich als Drehbuchautor und Regisseur. Im Laufe der Jahre wurde er immer wieder für Filmpreise nominiert, so auf den Festivals von Toronto, Montreal, Berlin, Istanbul und Havana. Beim Filmfestival in Fribourg in der Schweiz war er 2004 Jurymitglied. Seine Filme gelten als wegweisende Beispiele für den cineastischen magischen Realismus. In Europa besonders bekannt sind Die dunkle Seite des Herzens und Stirb nicht, ohne mir zu sagen, wohin du gehst. Trigon-Film vertreibt seine Filme im deutschsprachigen Raum.
Eliseo Subiela war Gründer der Filmschule Escuela Profesional de Cine y Artes Audiovisuales in Buenos Aires, an der er auch unterrichtete.
Seine Tochter ist die Schauspielerin Guadalupe Subiela, die die Hauptrolle in seinem Film Pequeños Milagros spielt.
Subiela starb am 25. Dezember 2016 in seiner Heimatstadt Buenos Aires an einem Herzinfarkt.

## Auszeichnungen (Auswahl)
- World Film Festival 1992 Grand Prix of the Americas für El lado oscuro del corazón
- Goya 1988 für den besten ausländischen Film in spanischer Sprache für Rantes – Der Mann, der nach Süden schaut
- Festival in Sitges 1995 für das Drehbuch zu No te mueras sin decirme adónde vas[5]

## Filmografie
Als Drehbuchautor und Filmregisseur hat er folgende Filme geschaffen:
- Rehén de ilusiones (2012)
- Paisajes devorados (2012)
- No mires para abajo (2008)
- El Resultado del Amor (2007)
- Lifting de corazón (2005)
- Larga distancia (2005) (Kurzfilm), Fernsehserie
- Angel (2002) (Fernsehen)
- El Destino de Angélica, (2002) (Fernsehen)
- Relaciones carnales (2002) (Fernsehen)
- El Lado oscuro del corazón 2 (Die dunkle Seite des Herzens) (2001)
- Las aventuras de díos (Göttliche Abenteuer) (2001)
- Las Aventuras de Dios (The Adventures of God) (2000)[6]
- Pequeños milagros (Little Miracles) (1997)[6]
- Despabílate amor (Wach auf, Liebe!) (1996)[6]
- No te mueras sin decirme adónde vas (Stirb nicht ohne mir zu sagen, wohin du gehst) (1995)[7]
- El lado oscuro del corazón (The Dark Side of the Heart) (1992)[6]
- Últimas imágenes del naufragio (Last Images of the Shipwreck) (1989)[6]
- Hombre mirando al sudeste (Rantes – Der Mann, der nach Süden schaut) (1986)[6]
- La Conquista del paraíso (The Conquest of Paradise) (1981)[6]
- Argentina, mayo de 1969: Los caminos de la liberación (1969)
- Sobre todas estas estrellas (1965)[6]
- Un Largo silencio (The Long Silence) (1963)[6]